# Движение за социал-демократию
Движение за социал-демократию (греч. Κινήμα Σοσιαλδημοκρατών, ΕΔΕΚ) — левоцентристская политическая партия на Кипре, придерживающаяся в настоящее время социал-демократической ориентации. Своё нынешнее название приняла в 2000 году.

## История
Партия была основана Вассосом Лиссаридисом в 1969 как «Объединённый демократический союз центра» (Единый демократический союз центра, греч. Ενιαία Δημοκρατική Ένωση Κέντρου, ΕΔΕΚ, отсюда употребляемая до сих пор аббревиатура ЭДЭК) — название отсылало к Союзу центра, партии Георгиоса Папандреу (старшего) в Греции.
При основании объединяла как сторонников восстановления демократии в Греции, так и членов греческих националистических групп. Она поддерживала реформистский курс президента архиепископа Макариоса III, а в 1974 выступила в защиту смещённого президента, и её сторонники принимали участие в боях со сторонниками энозиса.
Постепенно партия заняла более правые позиции, и между 1979 и 1984 из неё были исключены энтрировавшиеся сторонники троцкистских идей, которые впоследствии сформировали объединение Аристери Птерига («Левое крыло»).
На парламентских выборах 1985 ЭДЕК получил 11,1 % голосов избирателей и провёл в парламент 6 депутатов; председатель партии Лиссаридис стал председателем Палате представителей (депутатов). В 2001 партия получила на парламентских выборах 6,5 % и 4 из 56 мест в Палате представителей, а в 2006 по итогам очередных выборов 8,9 %, расширив своё представительство до 5 мест. В 2003 новым председателем партии стал Яннакис Омиру.
В 2008 партия поддержала на президентских выборах кандидатуру коммуниста Димитриса Христофиаса от Прогрессивной партии трудового народа Кипра (АКЭЛ). При голосовании Центрального комитета ЭДЭК по предложению Политбюро партии относительно поддержки Христофиаса на выборах 109 голосов были поданы «за» и 5 — «против» при двух воздержавшихся.
В феврале 2010 Движение за социал-демократию покинуло левую правительственную коалицию с АКЭЛ из-за разногласий с президентом Христофиасом относительно решения кипрской проблемы (ещё в 2000 ЭДЭК был рьяным критиком плана Аннана). На парламентских выборах 22 мая 2011 года партия получила 36 113 (8,93 %) голосов и 5 мест.
По итогам выборов 2009 года партия имеет 1 место в Европейском парламенте.
С 1976 партия стала консультативным членом Социалистического интернационала, а в 1999 получила полноправное членство.